# クリフトン・シェニエ
クリフトン・シェニエ（Clifton Chenier、1925年6月25日 - 1987年12月12日）は、アメリカ合衆国ルイジアナ州オペルーサス出身のザディコのアーティスト（アコーディオン、ボーカル）。

## 来歴
ザディコ音楽のルーツの一人で、「キング・オブ・ザディコ」と称される。ルイジアナ州のトラディショナルなクレオール、ケイジャンなどのサウンドをブルース、ニューオーリンズR&Bなどと融合させることにより新たなサウンドを開拓した。1925年、ルイジアナ州の都市オペルーサスで生まれる。1954年にデビュー。シェニエは、レイ・チャールズ、エタ・ジェイムズ、ローウェル・フルソンらとツアーを行い、クラレンス・ガーロウとも共演した。
また、スペシャルティ、アーフーリーなどのレーベルから作品を発表した。1983年にはアルバム『I'm Here』でグラミー賞を受賞。1984年には、ホワイトハウスでも演奏をおこなった。1984年には、日本の人間国宝に相当する国立芸術基金(NEA)のナショナル・ヘリテージ・フェローシップも受賞した。
彼は1987年に62歳で死去した。その後、彼のバンド、レッド・ホット・ルイジアナ・バンドは、息子のC・J・シェニエがリーダーを引き継ぎ、活躍中である。

## ディスコグラフィ

### アルバム
- Cliston's Blues (1954年、Elko)
- Ay-Tete Fi (1955年、Specialty)
- 『ルイジアナ・ブルース&ザディコ』 - Louisiana Blues & Zydeco (1965年、Arhoolie)
- Bon Ton Roulet! (1967年、Arhoolie)
- 『バイユー・ブルース』 - Bayou Blues (1971年、Specialty) ※コンピレーション
- Bogalusa Boogie (1975年、Arhoolie)
- 『フレンチン・ザ・ブギ』 - Frenchin' the Boogie (1976年、Blue Star)
- Boogie in Black and White (1976年、Jin) ※with ロッド・バーナード
- Clifton Chenier And His Red Hot Louisiana Band (1977年、Arhoolie)
- 『ルイジアナ・バンド・イン・ニュー・オーリンズ』 - In New Orleans (1978年、GNP Crescendo)
- Boogie & Zydeco (1979年、Sonet)
- I'm Here (1982年、Alligator)